# Брита Билач
Брита Билач (словен. Britta Bilač; Залфелд, 4. децембар 1968) бивша је словеначка атлетичарка, специјалиста за скок увис.
Као такмичарка Источне Немачке учествовала је на Европском првенству у дворани 1990 у Глазгову и освојила друго место.
Брита се 1992. године удала са словеначког скакача удаљ Борута Билача и прешла да се такмичи за Словенију. На Европском првенству 1994. у Хлесинкију, осваја прво место, постаје првакиња Европе и резултатом 2,00 м поставља лични рекорд и рекорд Словеније у скоку увис, који још није оборен.
Године 1994. проглашена је најбољом спортисткињом Словеније и добила Блоудекову награду.

## Резултати
| Година | Такмичење                    | Место              | Пласман | Резултат    |
| ------ | ---------------------------- | ------------------ | ------- | ----------- |
| 1990.  | Европско првенство у дворани | Глазгов, Шкотска   | 2       | 1,94        |
| 1992   | Европско првенство у дворани | Ђенова, Италија    | 4       | 1,91        |
| 1992   | Олимпијске игре              | Барселона, Шпанија | 15      | 1,83        |
| 1993   | Светско првенство            | Штутгарт, Немачка  | 11      | 1,88        |
| 1993   | Светско првенство у дворани  | Торонто, Канада    | 15      | 1,88        |
| 1994   | Европско првенство           | Хелсинки, Финска   | 1       | 2.00 ДР, ЛР |
| 1995   | Светско првенство у дворани  | Барселон, Шпанија  | 2       | 1,99        |
| 1996   | Олимпијске игре              | Атланта, САД       | 10      | 1,93        |
| 1997   | Светско првенство у дворани  | Париз, Француска   | 12      | 1,90        |
| 1997   | Светско првенство            | Атина, Грчка       | 7       | 1,93        |